# Чинтулово
Чинтулово (болг. Чинтулово) — село в Болгарии. Находится в Сливенской области, входит в общину Сливен. Население составляет 1 335 человек.

## Политическая ситуация
В местном кметстве Чинтулово, в состав которого входит Чинтулово, должность кмета (старосты) исполняет Иван Илиев Штилиянов (ГЕРБ) по результатам выборов правления кметства.
Кмет (мэр) общины Сливен — Стефан Николов Радев (ГЕРБ) по результатам выборов в правление общины.